# Demétrio Vilagra
Demétrio Vilagra (Corumbá, 8 de outubro de 1946), é um político brasileiro filiado ao Partido dos Trabalhadores. Foi prefeito de Campinas entre 23 de agosto e 21 de dezembro de 2011, ficando afastado do cargo entre 20 de outubro e 2 de novembro do mesmo ano. Foi cassado e sucedido pelo presidente da Câmara Pedro Serafim.
Demétrio estudou administração na PUC Campinas e trabalhou como petroleiro na Refinaria do Planalto Paulista, em Paulínia. Em 2008, venceu as eleições municipais como vice-prefeito de Campinas na chapa de Hélio de Oliveira Santos. Assumiu a prefeitura em 23 de agosto de 2011, após o impeachment de seu antecessor. No dia 19 de outubro de 2011, a Câmara Municipal de Campinas decidiu pelo afastamento temporário de 90 dias em função da investigação sobre Demétrio ter responsabilidade administrativa e se está envolvido nos desvios de verbas públicas da cidade, apontadas pelo Ministério Público. Em 3 de novembro de 2011 uma liminar do Tribunal de Justiça de São Paulo reconduziu Demétrio Vilagra ao poder até sua cassação definitiva em 21 de dezembro de 2011.
Em agosto de 2019, foi declarado inocente e absolvido de todas as acusações por insuficiência de provas.